# Battaglia di Balkh
La battaglia di Balkh ebbe luogo nel 900 tra gli eserciti dei Samanidi, al comando dell'Emiro Ismāʿīl I e quello dei Saffaridi, sotto il comando dell'Emiro ʿAmr ibn al-Layth.
L'esercito saffaride fu sbaragliato e lo stesso ʿAmr ibn al-Layth fu fatto prigioniero e inviato al califfo abbaside a Baghdad. Sarà giustiziato all'incirca un anno dopo.